# Paolo Marzocchi
Paolo Marzocchi (geboren 1971 in Pesaro) ist ein italienischer Komponist und Konzertpianist.
Er wurde 1971 in Italien geboren und studierte am Rossini-Konservatorium in Pesaro Klavier unter Giovanni Valentini und Komposition unter Mauro Ferrante. Er erweiterte seine Kompositionsstudien bei Salvatore Sciarrino und seinen Klavierunterricht bei Leslie Howard.
Ausgedehnte Konzertreisen führten ihn sowohl solistisch als auch mit Orchester in verschiedene europäische Länder sowie in die USA, nach China u. a. Er gilt als Kenner der Musik von Franz Liszt und seines Schülers Julius Reubke. Er ist Mitglied der British Liszt Society und des Istituto Liszt in Bologna.
Er gewann 1996 den ersten Preis beim Rossini-Kompositionswettbewerb und erhielt Kompositionsaufträge von der „Fondazione Arena di Verona“, dem internationalen Klavierwettbewerb „Città di Senigallia“, dem Opernhaus Rom, dem Orchestra Filarmonica Marchigiana, dem Orchestra dei Pomeriggi Musicali in Mailand u. a. Er beschäftigt sich mit Film- und Videomusik und komponierte und produzierte den Soundtrack des Dokudramas Die Bagdadbahn von Roland May (ARTE-ARD-Produktion) und für den Spielfilm The Shadow Within von Silvana Zancolo. Von ihm stammt die Musik des vielfach prämierten Films Just Like the Movies von Michal Kosakowski, mit dem er momentan an zwei weiteren Projekten für die städtische Kunsthalle Lothringer13 in München arbeitet. Des Weiteren komponierte er die Oper Il viaggio di Roberto, der Text stammt von Guido Barbieri, eine Oper über die Deportation von Roberto Bachi, einem damals gerade mal 14-jährigen Schülers, der im Vernichtungslager Auschwitz sein Leben verlor. Paolo Marzocchi unterrichtet als Musikdozent an der Accademia dell’Arte in Urbino und der Universität Macerata.